# Retiboletus griseus
Retiboletus griseus är en svampart som först beskrevs av Frost, och fick sitt nu gällande namn av Manfr. Binder & Bresinsky 2002. Retiboletus griseus ingår i släktet Retiboletus och familjen Boletaceae.   Inga underarter finns listade i Catalogue of Life.

## Källor

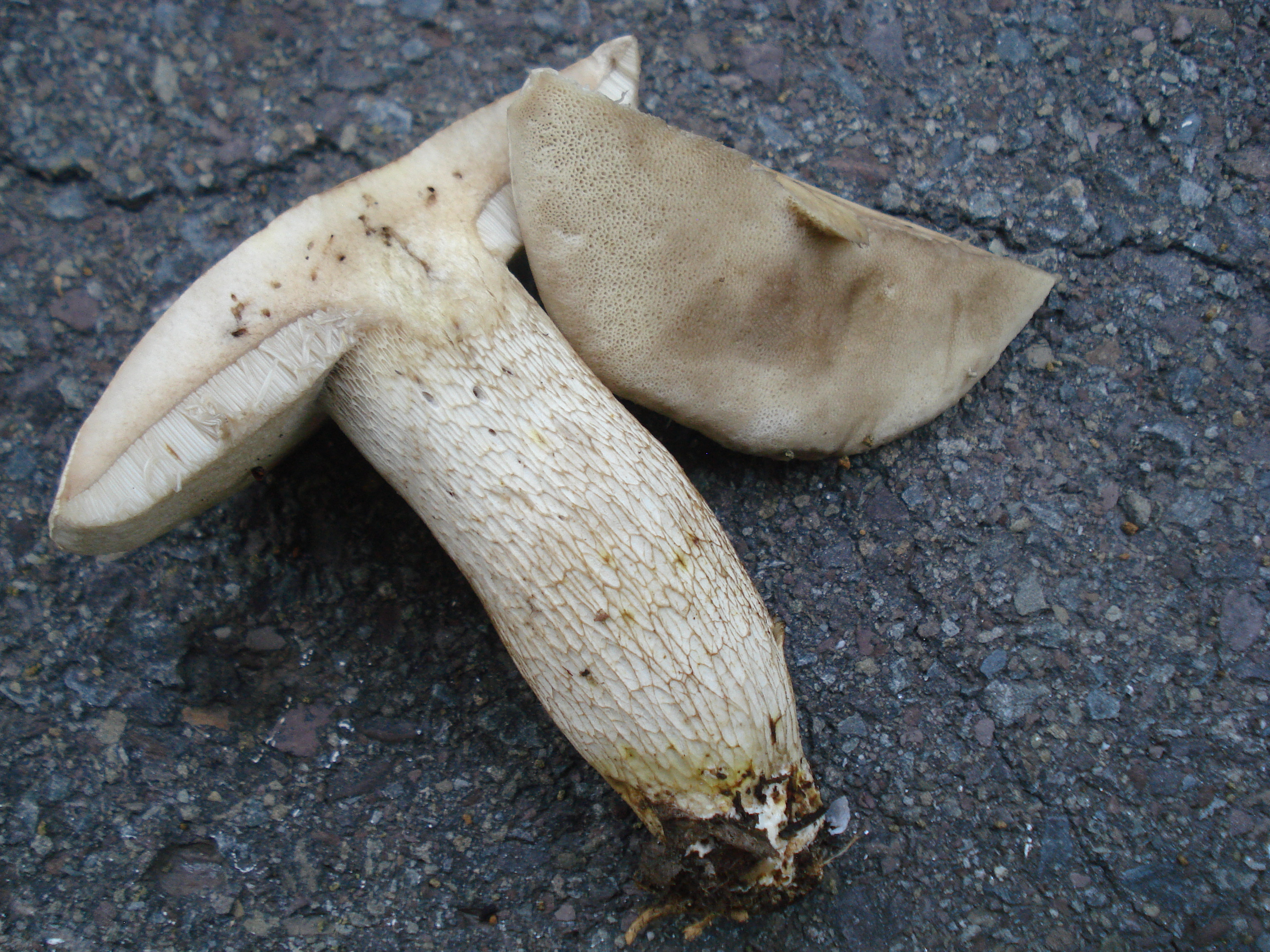
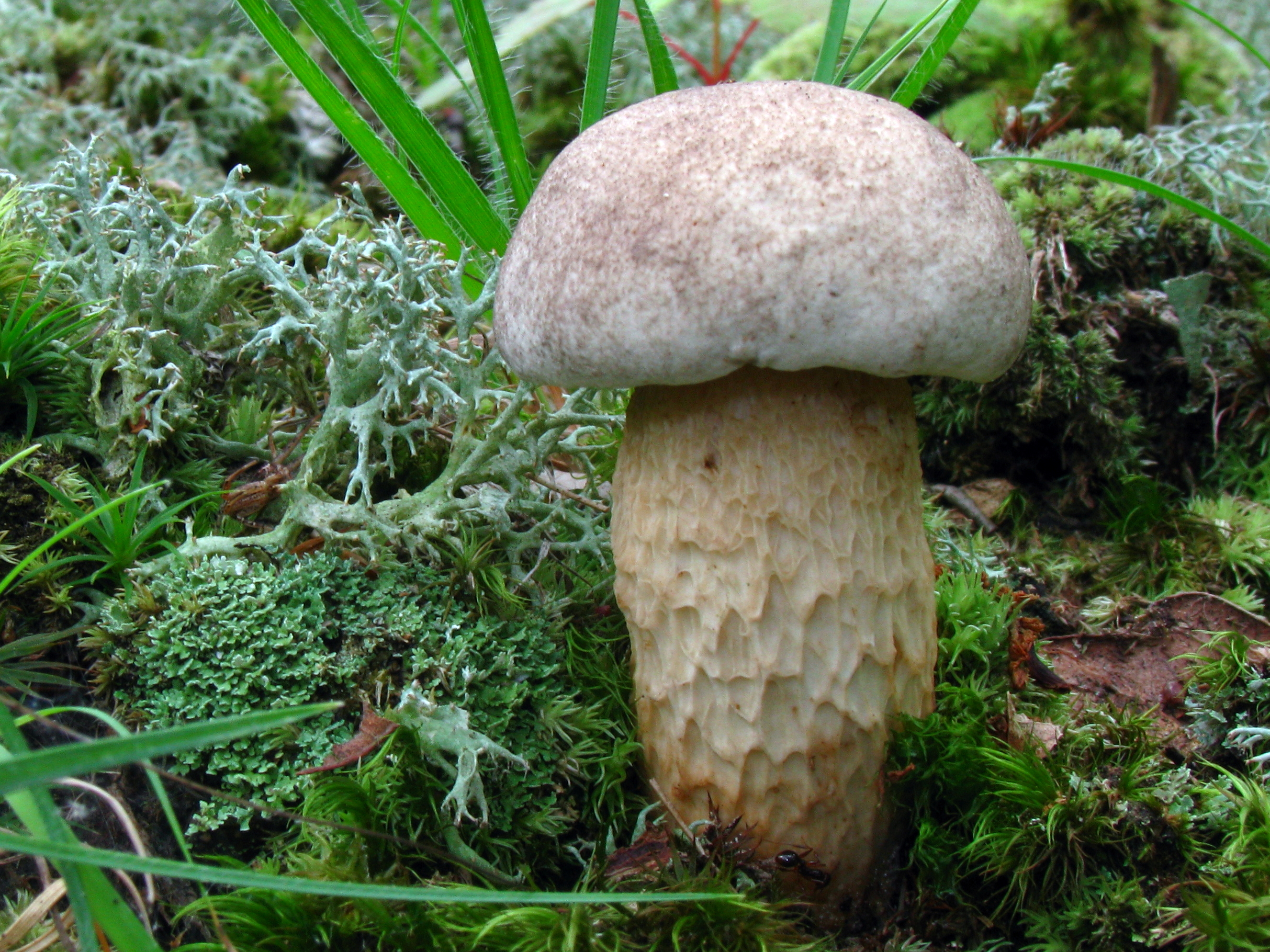